# Thomas Grün
Thomas Grün (Niederkorn, 28 febbraio 1995) è un cestista lussemburghese.

## Palmarès
- Campionato lussemburghese: 1

Esch: 2022-23